# 杭州市民卡
杭州市民卡是杭州市政府授权发给市民，以及在杭州参加省级或市级基本医疗保险、基本养老保险中任一项的非杭户籍人员，用来办理个人社会事务、享受公共服务的社会保障卡。自2021年3月起，浙江全省启用第三代社会保障卡，杭州市民卡也同步更新，在此之后新办理或补（换）的市民卡均为第三代社保卡。同时，浙江省本级社保卡也和杭州市民卡合二为一。

## 主要功能
可分为以下几大种类：
- 医保结算：如有浙江省内任意一地的医疗保险，则可使用三代卡就医购药（二代卡仅限杭州市医保）
- 金融功能：等同于银行借记卡，需持卡人前往银行激活（银行对于身体原因不便前往者提供上门服务）。自2021年起，养老金和惠民惠农补贴要求打入社保卡金融账户
- 本地账户：该账户由市民卡公司管理，可用于本地公共服务支付，如就医自费项目、公交充值等
- 交通出行：内置交通卡芯片，可加载“市域出行”和“全国出行”功能二选一（其中二代卡仅支持市域出行），其中“市域出行”功能加载后可使用公交（杭州公交、桐庐公交、建德公交、淳安公交）、地铁（杭州都市区轨道交通）、水上巴士、公共自行车
- 第二课堂：中小学生可使用市民卡进行“第二课堂”场馆刷卡签到
- 公园年卡：办理公园年卡后，在支持杭州西湖公园年卡的景点，可使用市民卡刷卡进入
- 寺院年卡：办理寺院年卡后，在支持杭州寺院年卡的景点，可使用市民卡刷卡进入
- 图书借阅：杭州各级公共图书馆（以及图书馆设立的自助借书机）均可用市民卡刷卡借书或续借
- 校园健身：市民卡在经过线上或线下登记后，可用于刷卡入校健身